# دوغومييه (مترو باريس)
دوغومييه (بالفرنسية: Dugommier)‏ هي محطة مترو تابعة لمترو باريس تقع في فرنسا في الدائرة الثانية عشرة في باريس.[بحاجة لمصدر]